# Református templom (Kőbánya)
A kőbányai református templom egy budapesti műemlék templom.

## Története
A Budapest X. kerületi Ihász utca 15. szám alatt fekvő épület a XIX. század végén megalakult kőbányai református gyülekezet híveinek vallási szükségleteit hivatott kiszolgálni, és 1900-ban készült el neogótikus stílusban Schodits Lajos tervei szerint. Mind a II. világháborúban, mind az 1956-os forradalomban megsérült az épület, amelynek helyreállítására csak az 1990-es években került sor. A teljes felújítás 2004-ben ért véget.

## Képtár

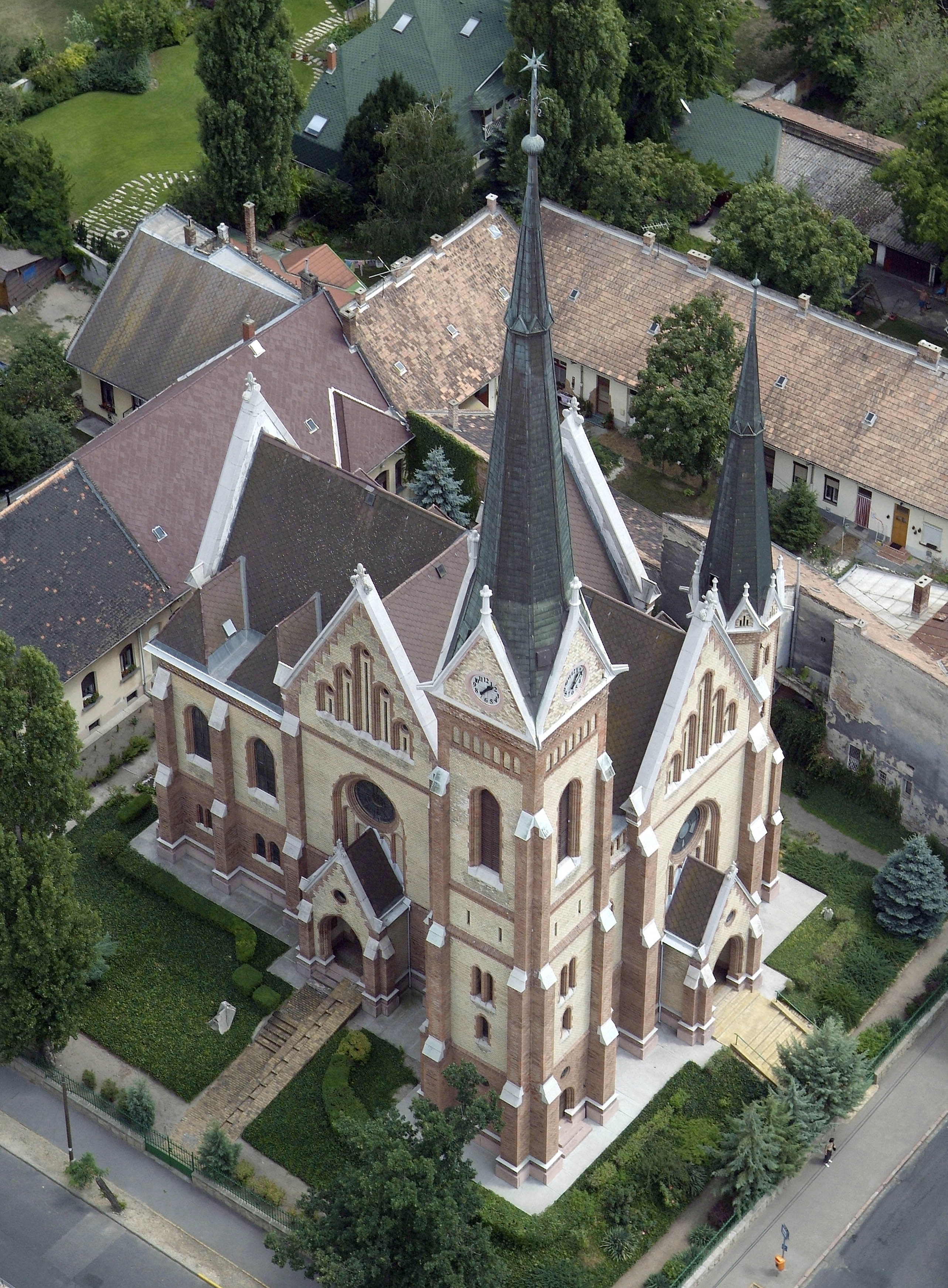
Légifotó
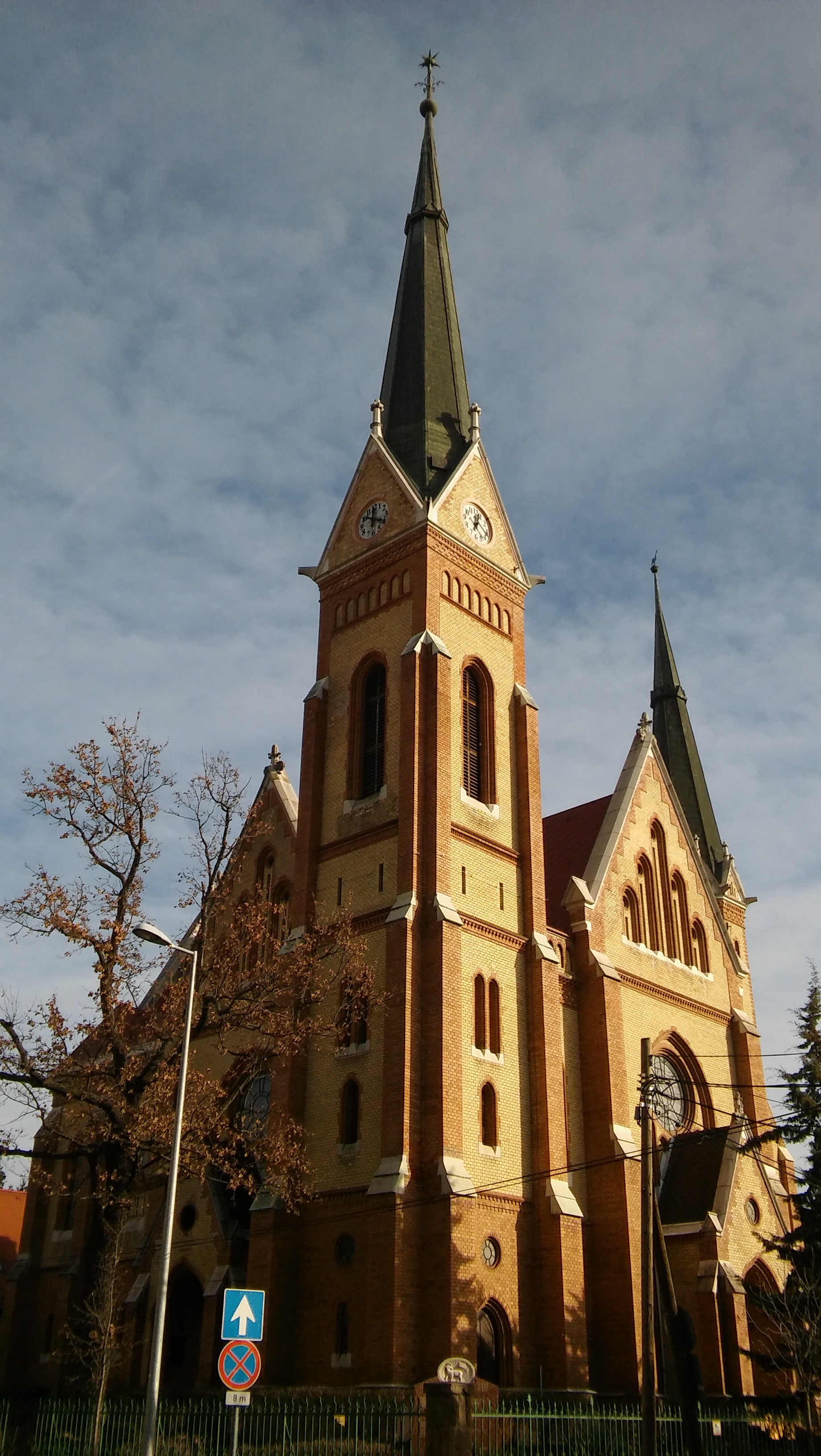
Az épület az Ihász utca felől
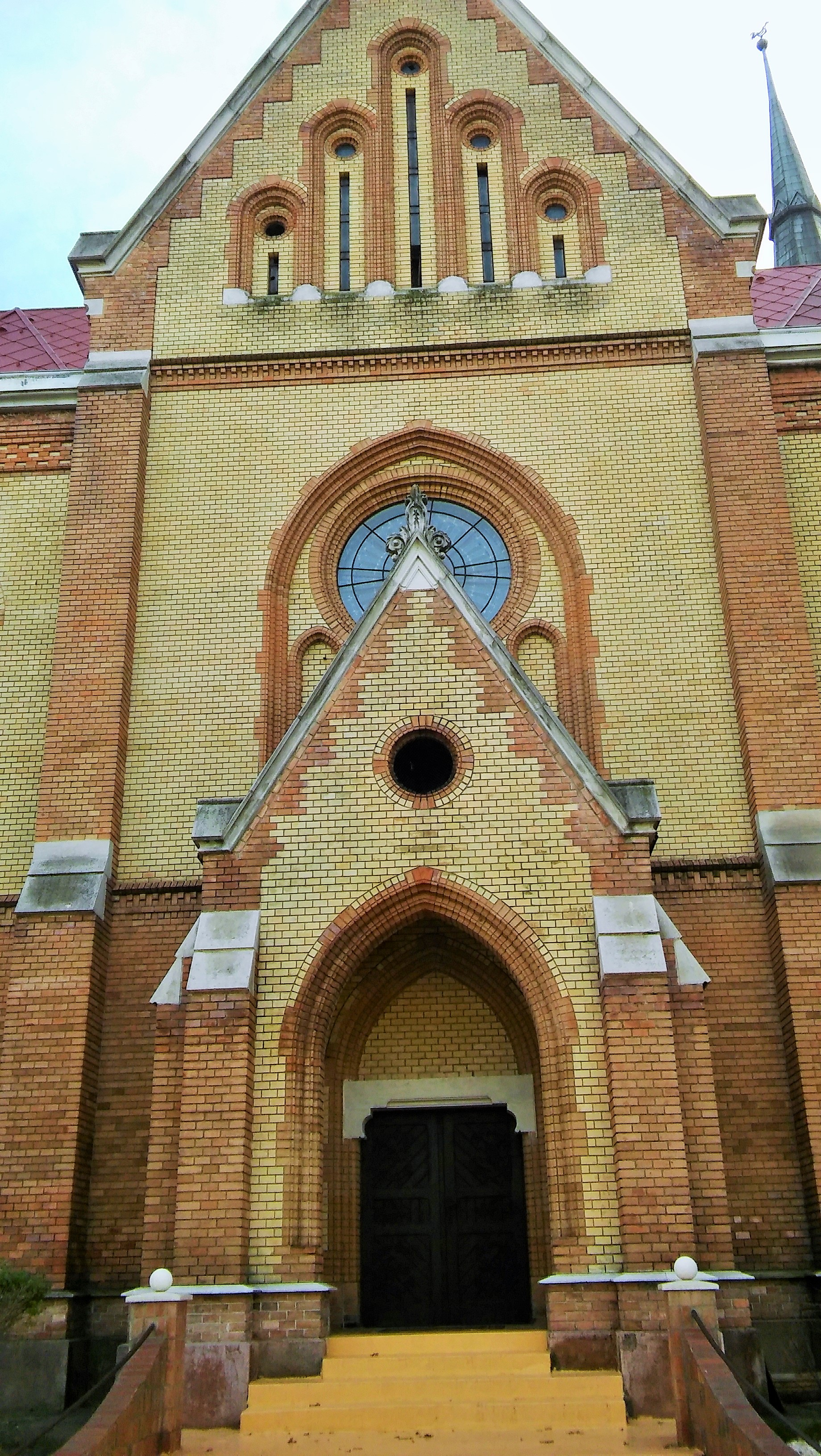
Homlokzatrészlet és a főkapu
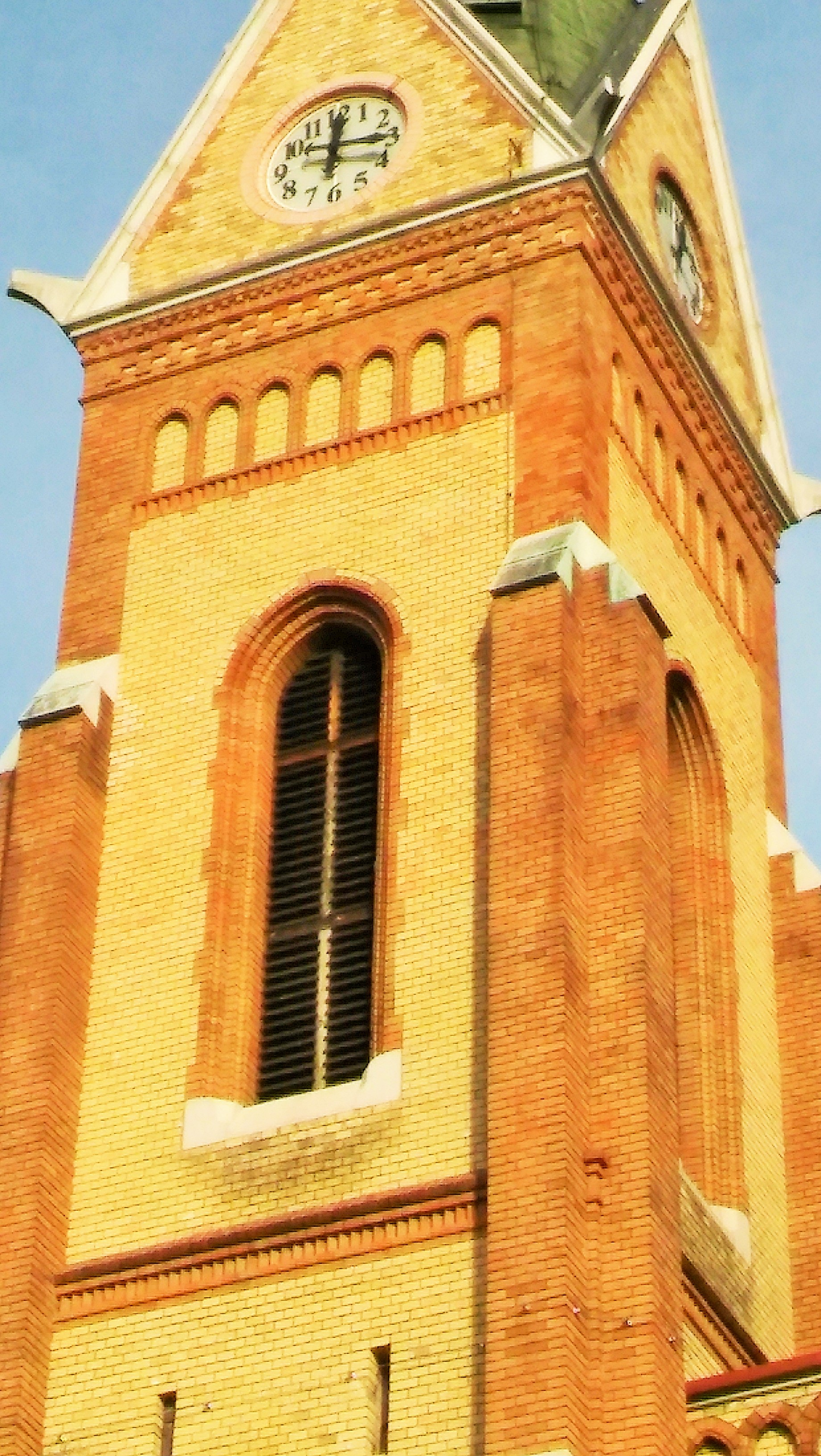
A harangtorony részlete
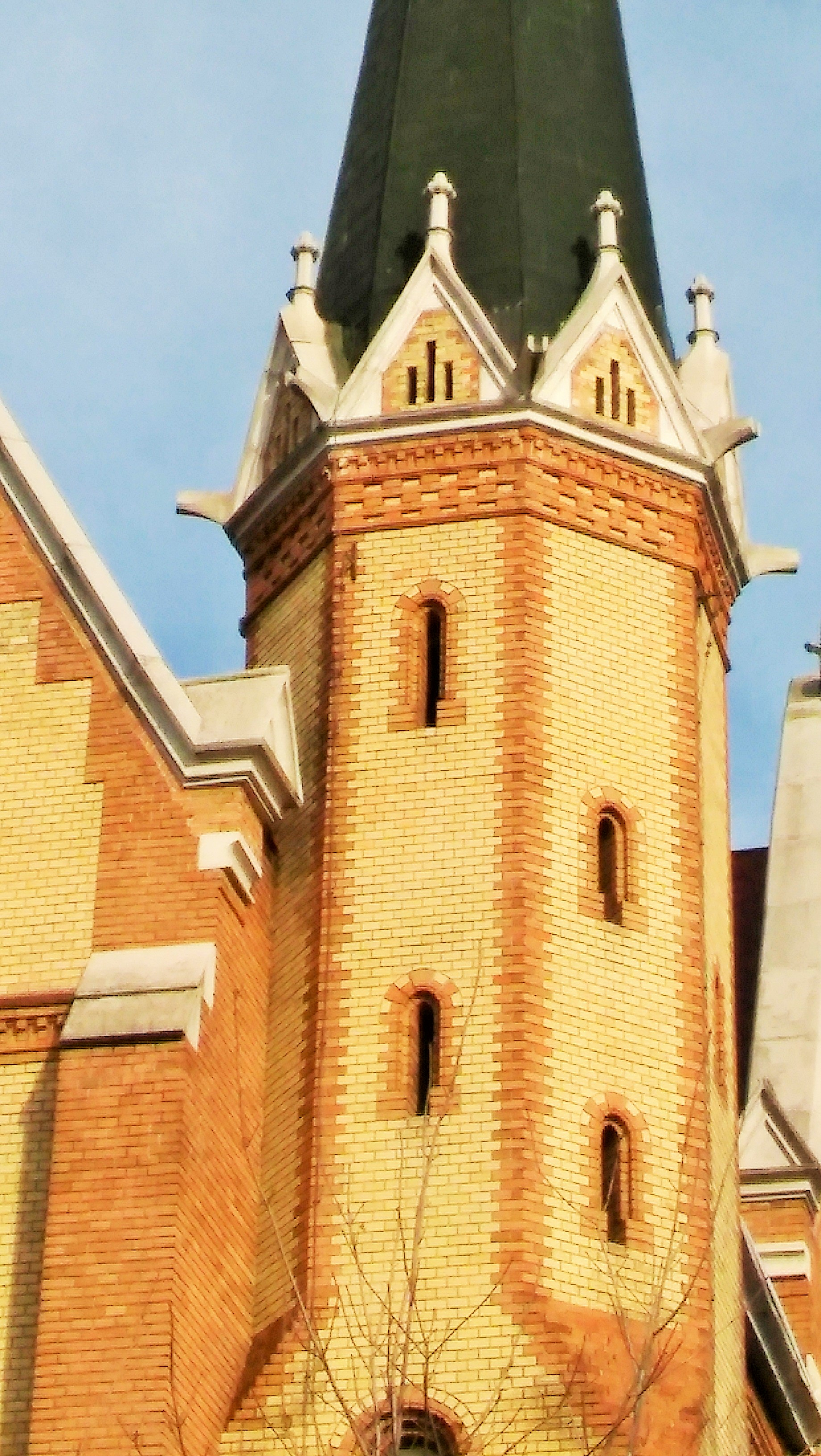
Melléktorony
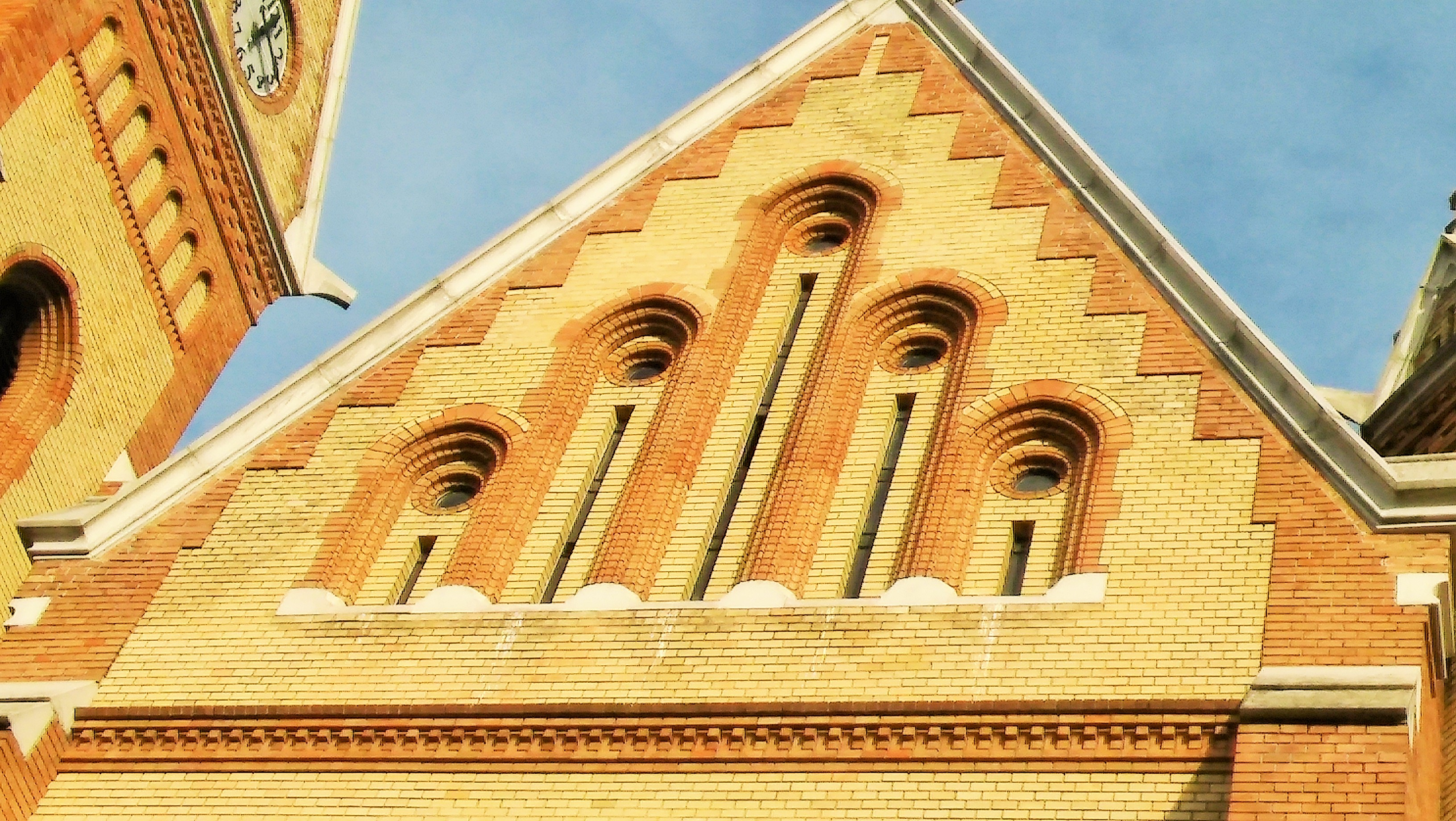
Orommező
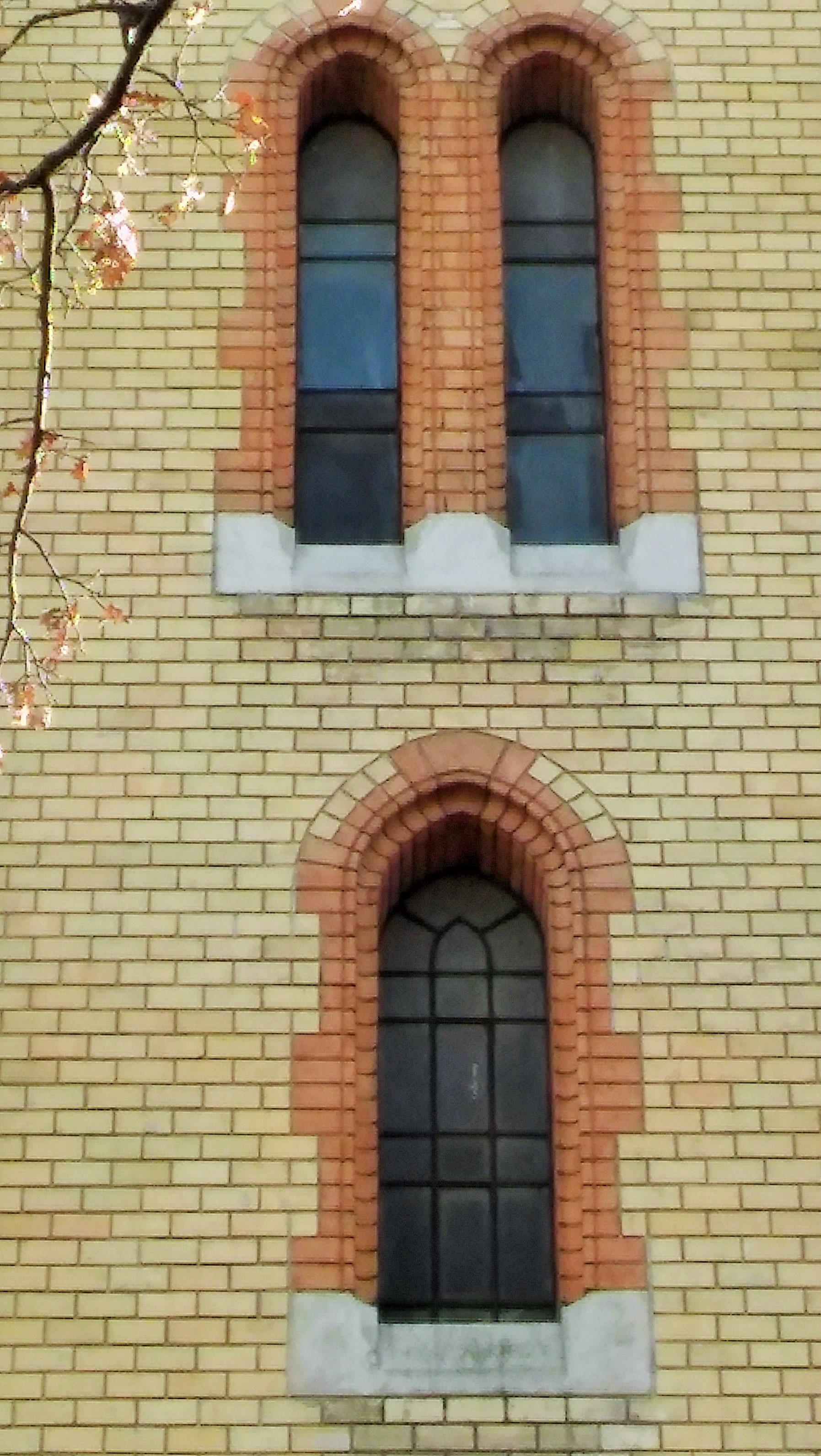
Ablakok
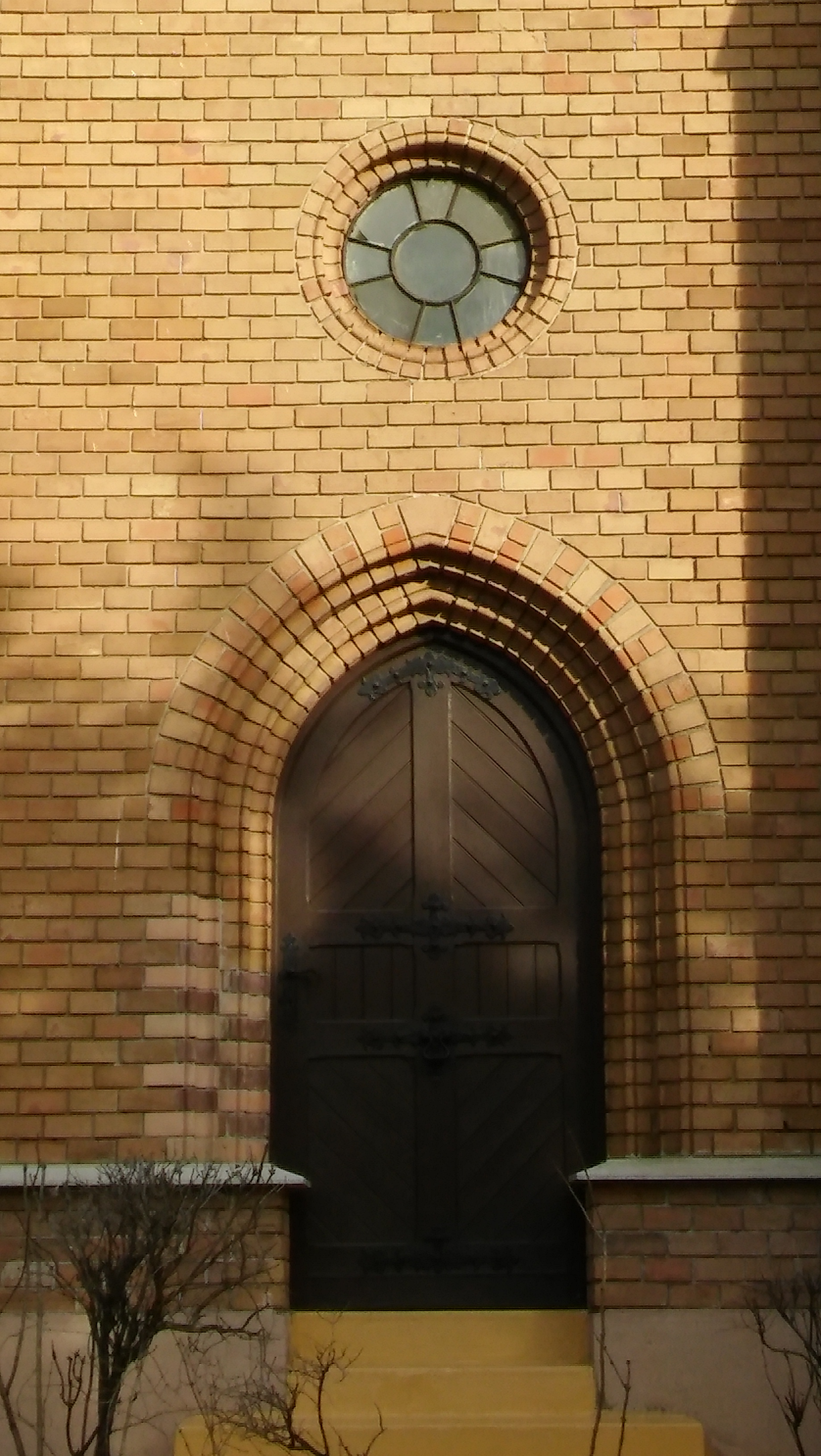
Mellékkapu